# Astragalus anisus
Astragalus anisus é uma espécie de planta com flor na família das leguminosas conhecida pelo nome comum astrálogo Gunnison. É endêmica no Colorado, nos Estados Unidos, onde se limita à Bacia de Gunnison nos condados de Gunnison e Saguache.
Esta planta é uma pequena erva perene que cresce a partir de uma raiz principal lenhosa. O caudex é revestido com os restos das folhas das estações anteriores. As folhas têm até 7 centímetros de comprimento e são compostas, formadas por até 15 folíolos. A forragem é revestida de pêlos prateados. As flores roxas rosadas ocorrem em maio e junho. Eles têm até 2 centímetros de comprimento. Eles são polinizados por abelhas. O fruto é uma vagem de legume arredondada de 1 a 2 centímetros de comprimento. É carnudo, peludo e verde, marrom seco. Contém muitas sementes pretas lisas.
Esta espécie cresce em arbustos de artemísia e habitat de estepe arbustiva. A terra é plana ou moldada em colinas com solos argilosos. A elevação é de 7.000 a 10.000 pés. A planta é encontrada principalmente nas elevações mais baixas desta cordilheira, em habitat aberto entre grandes arbustos. A terra é coberta por arbustos com muitas ervas em seu sub-bosque. É dominado por espécies de artemísia, artemísia. Espécies associadas incluem Phlox hoodii, Bouteloua gracilis, Poa fendleriana e Stipa pinetorum. O Gunnison Sage Grouse ( Centrocercus minimus gunnisonii ) é uma espécie indicadora importante para o habitat local. A ave pratica lekking no habitat da planta.
Grande parte do território tem sido usado como pastagem, às vezes com pastagem pesada de gado. A artemísia foi removida e a terra replantada com várias gramíneas não nativas, como Agropyron cristatum e Bromus inermis, bem como trevos. O Blue Mesa Reservoir também foi criado quando uma barragem foi construída na bacia.
Rara em geral, a planta é localmente comum e as populações são consideradas estáveis. As ameaças às espécies incluem estradas, veículos off-road, espécies introduzidas, particularmente Bromus tectorum e supressão de incêndios.